# Roberto Colacone
Roberto Colacone (San Donato Milanese, 26 aprile 1974) è un dirigente sportivo ed ex calciatore italiano, di ruolo attaccante.

## Carriera
Di scuola Parma, esordisce in Serie A nella sua prima stagione fra i professionisti (unica presenza nel massimo campionato per lui) e sempre nella stessa stagione gioca in semifinale di Coppa delle Coppe, contro il Benfica.
L'intera carriera è concentrata nei campionati di Serie B (tredici campionati con 369 presenze all'attivo nella cadetteria)  e caratterizzata da frequenti cambi di casacca (solo in un caso, nella Lucchese dal 1997 al 2000, ha militato per tre anni consecutivi nella stessa compagine). Ha vestito le casacche di Carrarese, SPAL, Lucchese, Foggia, Ravenna, Treviso, Como, Genoa e Vicenza. Nel biennio 2001-2002 Partecipa alla doppia promozione dalla Serie C1 alla Serie A con il Como ed è decisivo anche per la promozione dell'Ascoli dalla Serie B alla Serie A nel 2004-2005. Con il Modena ha segnato il gol decisivo siglato nel derby contro il Bologna, per la prima vittoria in campionato nella storia centenaria del Modena a Bologna.
Viene prelevato nel gennaio 2008 dall'AlbinoLeffe, dove perde nella finale play-off contro il Lecce una storica promozione in Serie A. Il primo settembre passa all'Ancona, dove disputa due campionati; nel secondo segna 10 reti. Rimane svincolato a causa del fallimento dell'Ancona nell'estate del 2010, al termine del campionato disputatosi in Serie B.
Il 17 agosto 2010 viene ingaggiato a parametro zero dalla Cremonese firmando un contratto annuale con opzione per il secondo. Nell'agosto 2011 viene ingaggiato dal Monza, squadra di Lega Pro Prima Divisione, dove disputa 30 partite siglando 7 reti.
Il 19 luglio 2023 viene ufficializzato come nuovo responsabile del settore giovanile del Cesena.

## Palmarès

### Club

#### Competizioni nazionali
- Serie C1: 1:

Como: 2000-2001
- Serie B: 2

Como: 2001-2002
Ascoli: 2004-2005